# Monte San Biagio

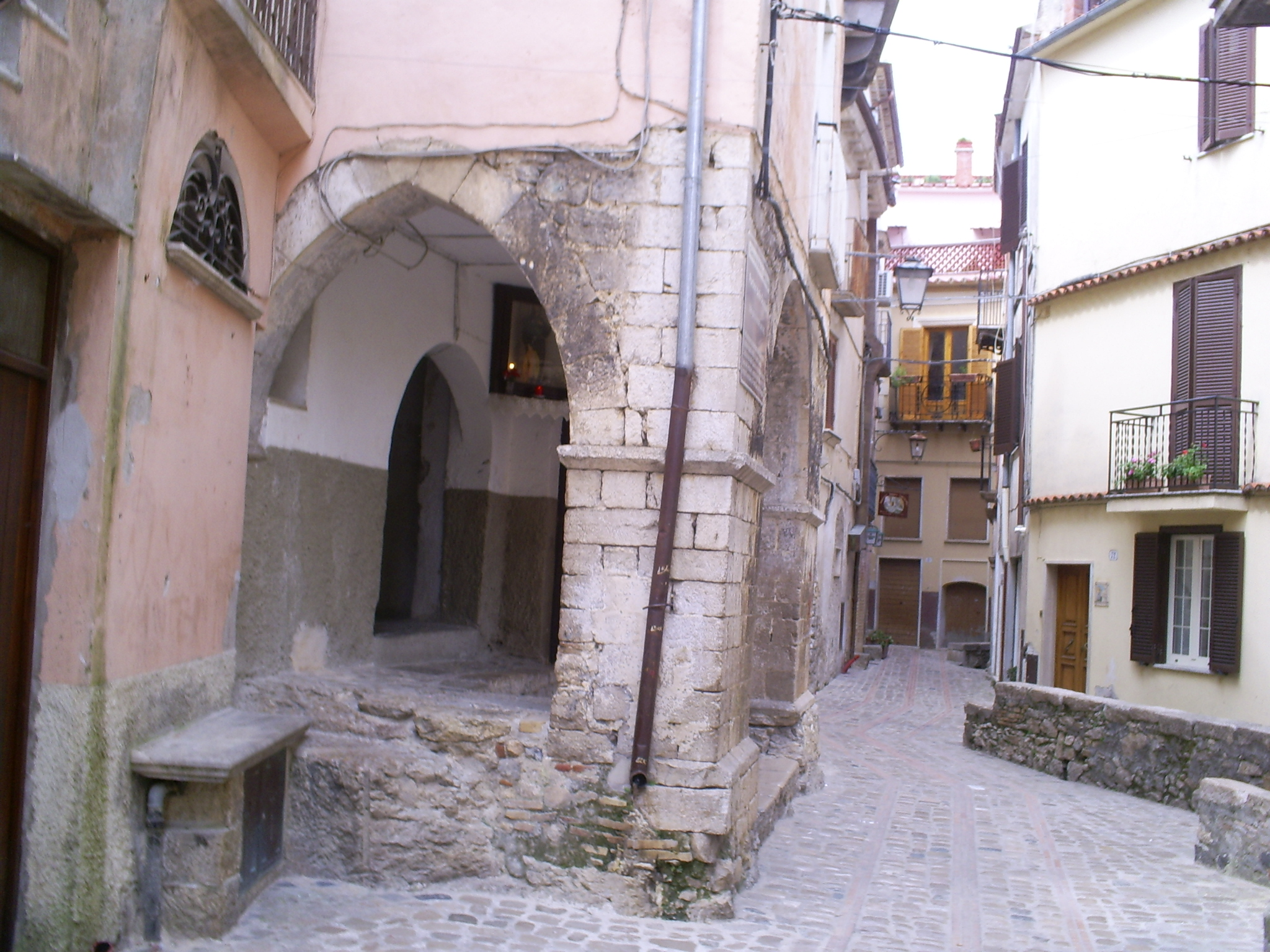
Portico della casa del pittore Cristoforo Scacco (sec. XV).

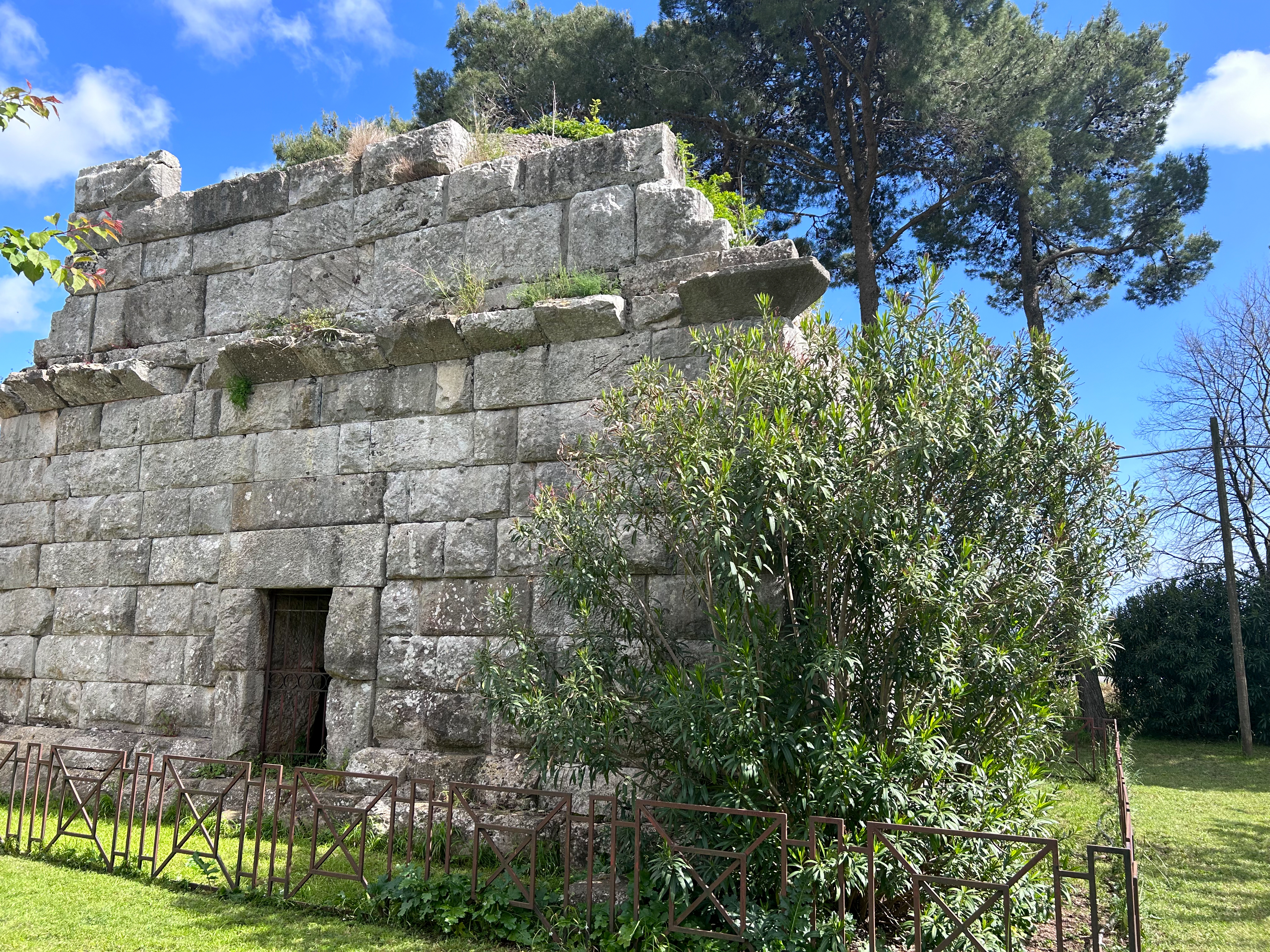
Mausoleo attribuito all'imperatore Galba, sulla via Appia nel comune di Monte San Biagio

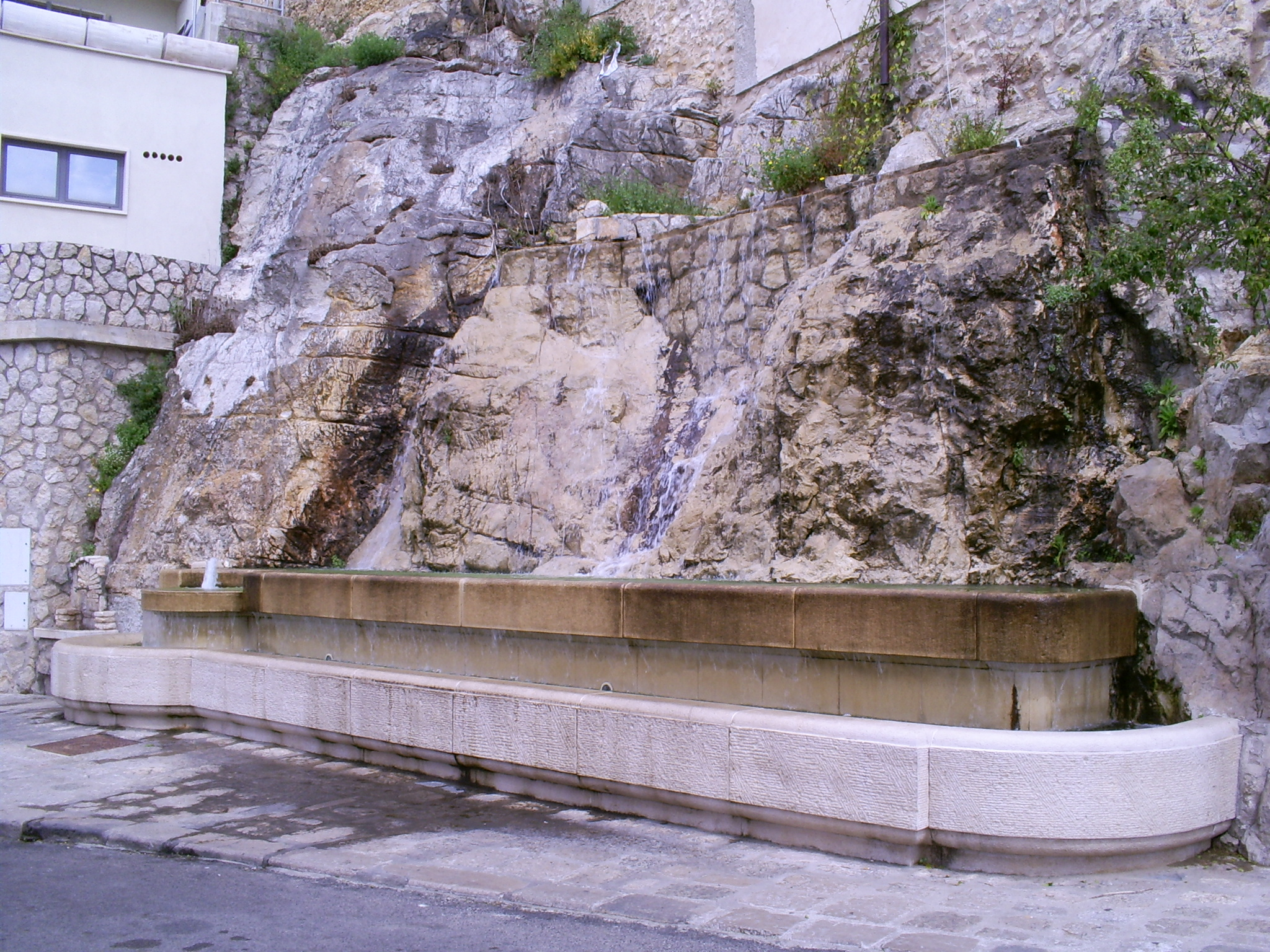
Fontana delle Rocce, in via Roma, opera di Peppino Quinto (2003)

Monte San Biagio è un comune italiano di 6 019 abitanti della provincia di Latina nel Lazio meridionale.

## Geografia fisica

### Territorio
Il nucleo più antico del paese sorge sul crinale di una propaggine del Monte Calvo, nella catena dei Monti Ausoni, che si protende verso la Piana e il Lago di Fondi. Il territorio comunale è per gran parte montuoso e culmina nei m 1090 s.l.m. del Monte delle Fate (anticamente detto Tifata). La zona pianeggiante si estende tra i Monti Ausoni e il Lago di Fondi, comprendendo le valli di San Vito e di Valle Marina (in origine Valmarino).

### Clima
Classificazione climatica: zona C, 1319 GR/G

## Storia
La prima citazione del castellum Monticelli risale all'anno 1099 quando il nobile Crescenzo, abitante nella rocca di Monticelli, vende un appezzamento di terreno. Questo castrum fece parte del ducato di Fondi fino al 1140; da allora fu incluso nella contea normanna di Fondi, inquadrata nel Regno di Sicilia e concessa in feudo alla famiglia Dell'Aquila. Successivamente passò sotto il dominio delle famiglie: Caetani (1299), Colonna (1494), Gonzaga (1570), Carafa (1591), Mansfeld (1690) e Di Sangro (1721).
Fece parte fino al 1818 della diocesi di Fondi e quindi della diocesi di Gaeta, che nel 1848 divenne arcidiocesi. Fece parte inoltre per secoli e fino al 1927 della provincia di Terra di Lavoro. Nel territorio di Monte San Biagio è inglobato il comprensorio della scomparsa Villa San Vito (Villa Sancti Viti), piccolo centro abitato sorto nel medioevo nella valle di San Vito, detta così per l'esistenza di una cappella dedicata a quel santo; questo centro, feudo dei vescovi di Fondi che vi avevano un palazzo, fu fatto distruggere agli inizi del Cinquecento da Isabella Colonna, contessa di Fondi.
Dopo l'Unità d'Italia, il comune di Monticelli (o Monticello di Fondi) dovette assumere un nuovo nome per evitare confusione con altri comuni ugualmente denominati. Il consiglio comunale nel 1862 decise di mutare il nome in Monte San Vito ma, a causa di altre omonimie, deliberò nello stesso anno di assumere la denominazione di Monte San Biagio, in onore del santo patrono.
Fino all'Unità d'Italia Monticelli fu il primo centro abitato del Regno delle Due Sicilie in cui si imbattevano i viaggiatori che da Roma raggiungevano Napoli mediante la Via Appia. Infatti il confine tra lo Stato della Chiesa e il Regno di Napoli (diventato nel 1815 Regno delle Due Sicilie) correva sulle creste dei Monti Ausoni, passando per il Monte delle Fate (anticamente Tifata): sulla Via Appia, alla Torre dell'Epitaffio (detta così da un'iscrizione del 1568 tuttora esistente), avveniva l'attraversamento del confine. Il posto doganale, in cui i doganieri del Regno controllavano i viaggiatori e le merci, si trovava nella località Portella dove sono ancora visibili le torri e la porta sotto cui passava la Via Appia.
Monte San Biagio tra il XVI e il XVII secolo fu afflitta da una grave crisi dovuta tra l'altro alla recrudescenza delle febbri malariche che affliggevano la Piana di Fondi invasa dalle paludi. Nel 1637 era quasi completamente disabitata; tuttavia, grazie ad una forte immigrazione dalle retrostanti zone montane e per effetto della bonifica compiuta dalla principessa Anna Carafa nel 1639, la popolazione ricominciò a crescere fino a raggiungere le 1429 anime nel 1697.
Per la sua posizione alla frontiera tra due stati, Monte San Biagio fu interessata dal fenomeno del cosiddetto Brigantaggio postunitario, soprattutto nel periodo tra il 1861 e il 1870, cioè prima che anche il Lazio e Roma fossero annessi al Regno d'Italia.

### Simboli
Lo stemma del comune di Monte San Biagio è stato concesso con il decreto del Presidente della Repubblica del 28 luglio 2005.
(D.P.R. 28.07.2005)
Il gonfalone è un drappo di bianco con la bordatura di rosso.

## Monumenti e luoghi d'interesse

### Architettura religiosa
Chiesa di S. Giovanni Battista: vi si conserva il trittico dello Sposalizio mistico di santa Caterina (1500), commissionato dal canonico Evangelista Scacco di Monticello al pittore Cristoforo Scacco di Verona.
Ex chiesa di S. Antonio Abate.
Ex chiesa di S. Rocco.
Ex chiesa della Madonna della Ripa.
Ex chiesa della Madonna delle Spiagge.
Resti dell'ex chiesa di S. Biagio.

### Architettura militare e civile
Castello (sec. XIV)
Casa del pittore Cristoforo Scacco di Verona (sec. XV)
Porta San Rocco

### Altro
Mausoleo attribuito all'imperatore Galba.
Epitaffio, monumento con epigrafe fatto erigere nel 1568 dal viceré di Napoli Pedro Afán de Ribera davanti al posto di confine per segnalare ai viaggiatori l'ingresso dallo Stato Pontificio nel Regno di Napoli.
Amanti, sotto l'arco del Vernone, rilievo su pietra di Giuseppe (Peppino) Quinto (2002).
Fontana delle Rocce, in via Roma, opera dello scultore Giuseppe (Peppino) Quinto (2003).

### Aree naturali
- Parco naturale regionale Monti Ausoni e Lago di Fondi

## Società

### Evoluzione demografica
Abitanti censiti

## Cultura

### Istruzione

#### Biblioteca
- Biblioteca comunale Dario Lo Sordo

#### Scuole
- Istituto Comprensivo Giovanni XXIII che incorpora: Scuola dell'infanzia, Scuola primaria e Scuola secondaria di primo grado.

### Cucina
Notevole la tradizione gastronomica che la identifica e la differenzia dalle altre località della zona, anche sotto il profilo della ristorazione, sempre di buon livello. Ottime le salsicce di Monte San Biagio, i gamberi del lago di Fondi e gli asparagi selvatici.
Importante anche la presenza della quercia da sughero che trova nella sughereta di San Vito, una delle rarissime zone di produzione al di fuori della Sardegna e che rende il paesaggio simile a un bosco della Gallura. Purtroppo l'assenza di un progetto ambientale di tutela e di salvaguardia dall'abuso edilizio rischia di far perdere per sempre un così straordinario territorio.
- Capra Bianca di Monte San Biagio, su youtube.com.

## Economia
Di seguito la tabella storica elaborata dall'Istat a tema Unità locali, intesa come numero di imprese attive, ed addetti, intesi come numero addetti delle unità locali delle imprese attive (valori medi annui).
|                  | 2015                  |                              |                            |                |                       |                     | 2014                  |                | 2013                  |                |
| ---------------- | --------------------- | ---------------------------- | -------------------------- | -------------- | --------------------- | ------------------- | --------------------- | -------------- | --------------------- | -------------- |
|                  | Numero imprese attive | % Provinciale Imprese attive | % Regionale Imprese attive | Numero addetti | % Provinciale Addetti | % Regionale Addetti | Numero imprese attive | Numero addetti | Numero imprese attive | Numero addetti |
| Monte San Biagio | 281                   | 0,71%                        | 0,06%                      | 653            | 0,53%                 | 0,04%               | 279                   | 631            | 285                   | 620            |
| Latina           | 39.304                |                              | 8,43%                      | 122.198        |                       | 7,75%               | 39.446                | 120.897        | 39.915                | 123.310        |
| Lazio            | 455.591               |                              |                            | 1.539.359      |                       |                     | 457.686               | 1.510.459      | 464.094               | 1.525.471      |

Nel 2015 le 281 imprese operanti nel territorio comunale, che rappresentavano lo 0,71% del totale provinciale (39.304 imprese attive), hanno occupato 653 addetti, lo 0,53% del dato provinciale (122.198 addetti); in media, ogni impresa nel 2015 ha occupato due persone (2,32).

## Infrastrutture e trasporti

### Strade
Il comune è attraversato dalla Strada Statale 7 Via Appia che collega Monte San Biagio a Latina e Roma.

### Ferrovie
Monte S. Biagio ha una stazione ferroviaria, ubicata lungo la Ferrovia Roma-Formia-Napoli. La stazione gode di un buon flusso passeggeri, infatti in essa fermano circa 25 treni al giorno, verso Roma Termini, Napoli Centrale e Formia. Da giugno 2024 vi effettuano fermata anche due intercity per Milano e Reggio Calabria Centrale.

### Mobilità urbana ed extraurbana
La rete di trasporto comunale è gestita da Ronci Europa Viaggi, con corse che interessano tutte le frazioni e la Stazione di Monte San Biagio-Terracina Mare.
Il trasporto extraurbano è gestito da Cotral che effettua corse per tutta la provincia, fino a Latina, Formia e Cassino.

## Amministrazione
Nel 1927 passa dalla Provincia di Terra di Lavoro, Circondario di Gaeta, in Campania alla provincia di Roma nel Lazio, e nel 1934 alla nuova provincia di Littoria, costituita dal governo fascista dell'epoca.
| Periodo          | Periodo         | Primo cittadino      | Partito        | Carica  | Note |
| ---------------- | --------------- | -------------------- | -------------- | ------- | ---- |
| 13 dicembre 1984 | 31 maggio 1990  | Alberto Teseo        | PSI            | Sindaco |      |
| 31 maggio 1990   | 3 dicembre 1992 | Nicola Grossi        | DC             | Sindaco |      |
| 3 dicembre 1992  | 23 aprile 1995  | Giuseppe Pascale     | DC             | Sindaco |      |
| 23 aprile 1995   | 13 giugno 1999  | Quinto Pietro Basile | PPI            | Sindaco |      |
| 13 giugno 1999   | 12 giugno 2004  | Biagio Pietro Rizzi  | centrosinistra | Sindaco |      |
| 12 giugno 2004   | 7 giugno 2009   | Gesualdo Mirabella   | lista civica   | Sindaco |      |
| 7 giugno 2009    | 26 maggio 2014  | Gesualdo Mirabella   | lista civica   | Sindaco |      |
| 26 maggio 2014   | 27 maggio 2019  | Federico Carnevale   | lista civica   | Sindaco |      |
| 27 maggio 2019   | 9 giugno 2024   | Federico Carnevale   | lista civica   | Sindaco |      |
| 9 giugno 2024    | in carica       | Federico Carnevale   | lista civica   | Sindaco |      |

### Gemellaggi
- Saint-Romain-le-Puy
- Übersee

### Altre informazioni amministrative
- Fa parte della Comunità montana degli Aurunci e Ausoni

## Sport

### Calcio
- F.C.D. Monte San Biagio (colori sociali Bianco Verde) che, nel campionato 2024-2025, milita nel campionato maschile di Eccellenza[8].

Possiede un ottimo settore giovanile, che comprende Under 14, Under 15, Under 16, Under 17 e Under 19.

### Calcio a 5
- F.C.D. Monte San Biagio che, nel campionato 2022-2023, milita nel campionato maschile di Serie D Latina - Girone A.

### Impianti sportivi
- Stadio comunale Aldo Moro